# نورث میامی بیچ (فلوریدا)
نورث میامی بیچ (به انگلیسی: North Miami Beach) شهری در شهرستان میامی-دید ایالت فلوریدا است که در سال ۱۹۲۶ بنیان‌گذاری شده‌است. این شهر طبق سرشماری سال ۲۰۱۰ میلادی، ۴۱٬۵۲۳ نفر جمعیت داشته و مساحت آن نیز ۱۳٫۷ کیلومتر مربع است.